# 대전축구협회
대전축구협회(Daejeon Football Association)는 대전광역시에 위치한, 대한축구협회 산하의 축구 협회이다.

## 같이 보기
- 대한축구협회